# Data Link Switching
Data Link Switching  (DLSW) ist ein Netzwerkprotokoll zur Übertragung von nicht routbaren Protokollen über TCP/IP. Mit DLSW können SNA und NetBIOS Daten in einem TCP/IP-Netz dynamisch weitergeleitet (geroutet) werden.
DLSW wurde 1992 von IBM entwickelt und 1993 im RFC 1434 beschrieben. Im Jahr 1995 wurde DLSW im Detail in RFC 1795 als Version 1 festgelegt. Mit RFC 2166 folgte 1997 die Version 2. Die Firma Cisco entwickelte eigene Erweiterungen dazu, welche als DLSW+ bezeichnet wird.